# Carteira de Identidade (Uruguai)
O Documento de identidad (na tradução oficial para o português "Carteira de Identidade"), anteriormente conhecido como "Cédula de Identidad" do Uruguai, é emitido pelo Ministério do Interior e pela Direção Nacional de Identificação Civil (DNIC). É obrigatório e essencial para a realização de vários procedimentos, quer a nível governamental quer privado. Este documento é obrigatório para todos os habitantes do Uruguai, sejam eles cidadãos naturais e legais ou estrangeiros residentes no país, incluindo crianças a partir dos 45 dias de vida.

## Características

### Antiga cédula de identidade

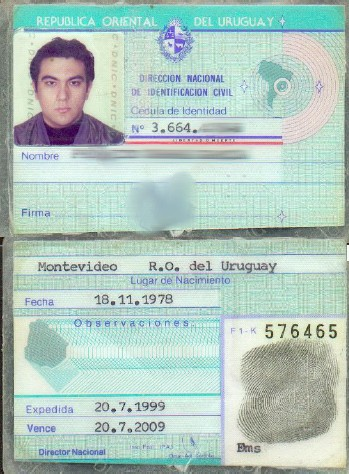
Cédula de identidad uruguaia em 1999 (modelo anterior)

Até 2015, era chamado de "Cédula de identidad" ("Cédula de identidade" em português) e era emitido um cartão plastificado de aproximadamente 9 cm de largura por 5 cm de altura, predominantemente na cor verde-água, exibindo no centro a Bandeira dos Trinta e Três Orientais com a inscrição 'Liberdade ou Morte'. No verso, aparece a foto do titular, o número atribuído pela D.N.I.C. (que inclui um dígito de verificação autogerado), nome completo com sobrenomes e assinatura correspondente (ou indicação de não saber ou não poder assinar).
No verso, consta a nacionalidade, data de nascimento, data de emissão do documento e data de validade do mesmo (geralmente 10 anos após a data de emissão, embora, se for emitido após os 70 anos de idade, tenha validade vitalícia, e para crianças a validade é de cinco anos). Também inclui a impressão digital do polegar direito e observações, se aplicável. Desde 2010, também inclui outras medidas adicionais, como uma foto e um código de barras.
É utilizado em todos os trâmites, desde compras com cartão de crédito até qualquer verificação de identidade, confirmação de idade, etc.

### Mudanças no nome e novo modelo eletrônico
Em 2015, o documento de identidade do Uruguai passou por mudanças e passou a ter outras medidas de segurança e controle. A partir desse momento, ele não é mais chamado de "Cédula de identidad", mas sim de "Documento de identidad" ("Carteira de identidade" em português).
A partir desta versão, inclui traduções para o português, como "Apellido/Sobrenome", "Nombre/Nome", "Vencimiento/Vencimento", entre outras.
O novo documento é construído em policarbonato e impresso com gravação a laser, garantindo assim a durabilidade desejada de 10 anos, além de impossibilitar a exclusão ou substituição de dados nele, uma vez que essencialmente o policarbonato é queimado pelo laser. Além disso, possui medidas de segurança de primeiro nível, visíveis a olho nu (por exemplo, tramas guilloché e tinta OVI), medidas de segundo nível, visíveis com instrumentos específicos como luz negra ou microscópio (por exemplo, microtexto e hologramas UV), e medidas de terceiro nível, que exigem instrumentos específicos e são conhecidas apenas pela D.N.I.C.
Eletronicamente, a cédula de identidade dos maiores de idade possui dois chips, um visível e de contato e outro invisível e de uso sem contato. O chip sem contato contém o documento de viagem eletrônico, em conformidade com as regulamentações da ICAO para documentos de viagem eletrônicos. Embora não substitua o passaporte devido às regulamentações da ICAO, ele fornece funcionalidade semelhante ao chip sem contato dos novos passaportes eletrônicos e permite o controle migratório automático nas estações que o permitem nos países que aceitam viagens com a cédula (América do Sul), como é o caso dos eGates no Aeroporto de Carrasco.
O chip de contato contém aplicativos destinados à identificação eletrônica das pessoas, projetados para uso em contextos de serviços eletrônicos, tanto públicos quanto privados. Nesse sentido, ele possui funcionalidades para ler eletronicamente todos os dados do titular (Identificação), confrontar eletronicamente a impressão digital de uma pessoa com a armazenada para verificar se ela é realmente a proprietária da cédula (Match-On-Card) e possui um par de chaves e um certificado eletrônico para realizar autenticação e assinatura eletrônica avançada das pessoas.
Para estrangeiros, ele é amarelo em vez de azul e traz uma legenda que diz "Estrangeiro".
No caso de cidadãos naturalizados (cidadãos legais), ainda não são emitidas cédulas consistentes com a ICAO 9303-3 7.1, uma vez que a DNIC interpreta a nacionalidade de forma diferente dos conceitos internacionais e coloca o país ou território de nascimento do cidadão uruguaio naturalizado, e não sua cidadania "uruguaia". Isso resulta em rejeições nos eGates e por parte da imigração em outros países, uma vez que os campos de país de emissão e país de cidadania/nacionalidade não são consistentes. Em alguns casos, isso implica na emissão de cédulas com uma nacionalidade que o indivíduo não possui ou uma nacionalidade que não existe (se ele nasceu em um país que não existe mais ou em um território que não possui nacionalidade própria).
Cabe ressaltar que o documento de identidade eletrônico para menores de idade não possui nenhum chip.

#### Aplicações e usos do chip sem contato
O chip sem contato do documento de identidade eletrônico contém o aplicativo de documento de viagem eletrônico. Esse aplicativo é totalmente compatível com a especificação estabelecida no documento da ICAO 9303 para documentos de viagem eletrônicos e informações biométricas, o que significa que qualquer sistema que implemente a leitura desse tipo de documento, incluindo os eGates, poderá ler e validar as informações da pessoa em seu CI eletrônico de forma sem fio. Seu uso destina-se a controles migratórios automáticos, nos quais o sistema de controle pode ler eletronicamente os dados do viajante e, por meio do reconhecimento facial, verificar que é realmente a pessoa que está tentando passar, autenticando-a completamente. Como também lê informações de identificação da pessoa, pode realizar qualquer controle adicional que considere necessário, como verificar em listas de autorização para viajar por qualquer motivo legal aplicável. Embora o documento de viagem por excelência seja o passaporte, que também é eletrônico com a mesma tecnologia, o CI pode ser usado como documento de viagem na América do Sul e, portanto, também pode ser usado eletronicamente. Além disso, esta aplicação de documento de viagem pode ser utilizada para qualquer finalidade desejada, lendo as informações devidamente com um leitor sem contato em qualquer sistema.

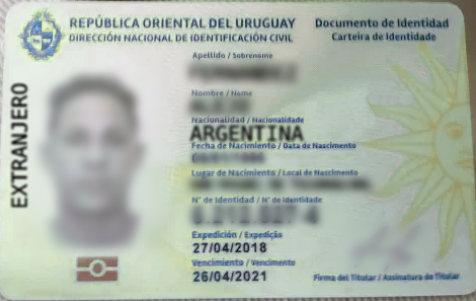
Carteira de identidade uruguaia para estrangeiros emitida a um cidadão argentino

Para evitar a leitura não autorizada dos dados, por exemplo, por um leitor oculto na rua, o chip possui proteção do tipo BAC - Controle de Acesso Básico. Esse mecanismo requer a apresentação de um segredo compartilhado para ler os dados. Conforme indicado na própria especificação da ICAO, esse segredo pode ser derivado de forma simples a partir de informações impressas no documento, e até mesmo faz parte da MRZ (Zona Legível por Máquina) e pode ser lido opticamente por uma máquina. Isso significa que, quando você deseja ler eletronicamente o documento voluntariamente, por exemplo, em um controle migratório, o procedimento é muito simples, mas torna impossível a leitura de dados de forma oculta, evitando assim abusos à 

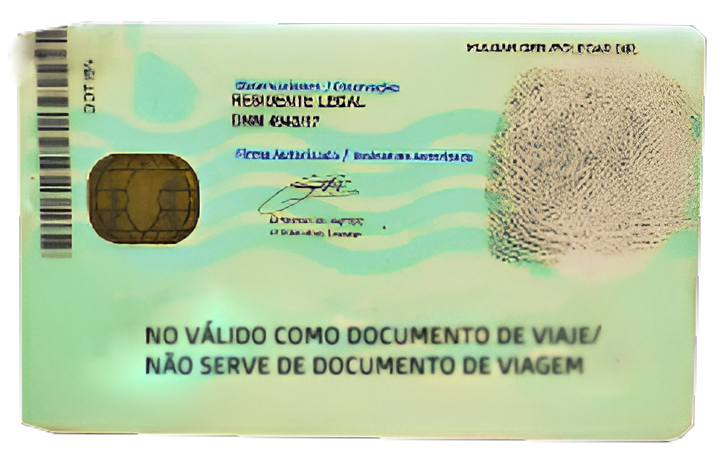
Verso de uma Carteira de Identidade emitida para um cidadão argentino

privacidade da pessoa. Além disso, o chip possui proteção por meio de Autenticação Ativa, que essencialmente consiste em que os dados sejam eletronicamente assinados pela autoridade emissora, neste caso, o DNIC, e que o chip também tenha uma chave privada que permite autenticá-lo, garantindo assim que ele não tenha sido clonado.
Todas as funcionalidades e mecanismos de segurança implementados no chip sem contato estão em conformidade com o padrão da ICAO 9303, tornando seu uso um padrão, e há recursos abundantes disponíveis para sua implementação. No entanto, o seguinte link contém documentação para referência: Documento de Viagem Eletrônico (ICAO).

##### Identificação
Obtenção de dados visíveis no plástico (exceto imagem da impressão digital e imagem da assinatura) em formato eletrónico, permitindo assim a sua leitura automática por sistema informático, evitando a digitação e simplificando assim os processos de registo, por exemplo.

##### Match on Card
Confrontação biométrica de uma impressão digital capturada com as impressões digitais da pessoa armazenadas no documento. Isso permite a implementação da verificação confiável de que uma pessoa é realmente a proprietária de um documento de identidade específico, evitando assim a validação humana tradicional de comparar a pessoa com a foto impressa e reduzindo significativamente o risco de falsificação de identidade.

##### Autenticação e assinatura electrónica avançada
O documento de identidade contém um par de chaves e um certificado de Assinatura Eletrônica Avançada de Pessoa Física. Este aplicativo permite usá-lo para realizar uma assinatura eletrônica avançada em um documento ou realizar uma autenticação forte usando esse par de chaves e certificado. Sua ativação requer a entrada de um PIN escolhido pelo usuário no momento em que o documento é entregue pela primeira vez.
De acordo com a especificação ISO 7816, seção 4, o documento de identidade eletrônico é utilizado a partir de um sistema ao qual está conectado por meio da troca de comandos e respostas Unidade de Dados de Protocolo de Aplicação (APDU), o que significa que qualquer uso do mesmo pode ser feito trocando os comandos apropriados. A vantagem desses comandos é a flexibilidade, uma vez que é possível acessar diretamente cada função do CI, a um nível muito mais baixo do que as três aplicações mencionadas anteriormente. A desvantagem está na complexidade, uma vez que os comandos e respostas são essencialmente sequências de bytes com uma estrutura mínima, além de ser necessário acessar o hardware diretamente, o que significa que deve ser executado na máquina à qual o CIe está diretamente conectado (máquina cliente em uma arquitetura web ou cliente-servidor).

## Utilização no exterior
Os titulares do Documento de Identidade do Uruguai podem entrar em todos os países membros e associados do Mercado Comum do Sul (Mercosul) sem a necessidade de passaporte, o que corresponde a um total de nove nações na América do Sul.